# Narbéfontaine
Narbéfontaine est une commune française située dans le département de la Moselle et le bassin de vie de la Moselle-est, en région Grand Est.

## Géographie

### Communes limitrophes
|                   | Momerstroff   | Obervisse |
| Brouck            | Narbéfontaine | Zimming   |
| Marange-Zondrange |               | Hallering |

### Hydrographie

#### Réseau hydrographique
La commune est située dans le bassin versant du Rhin au sein du bassin Rhin-Meuse. Elle est drainée par le ruisseau Heiseller.

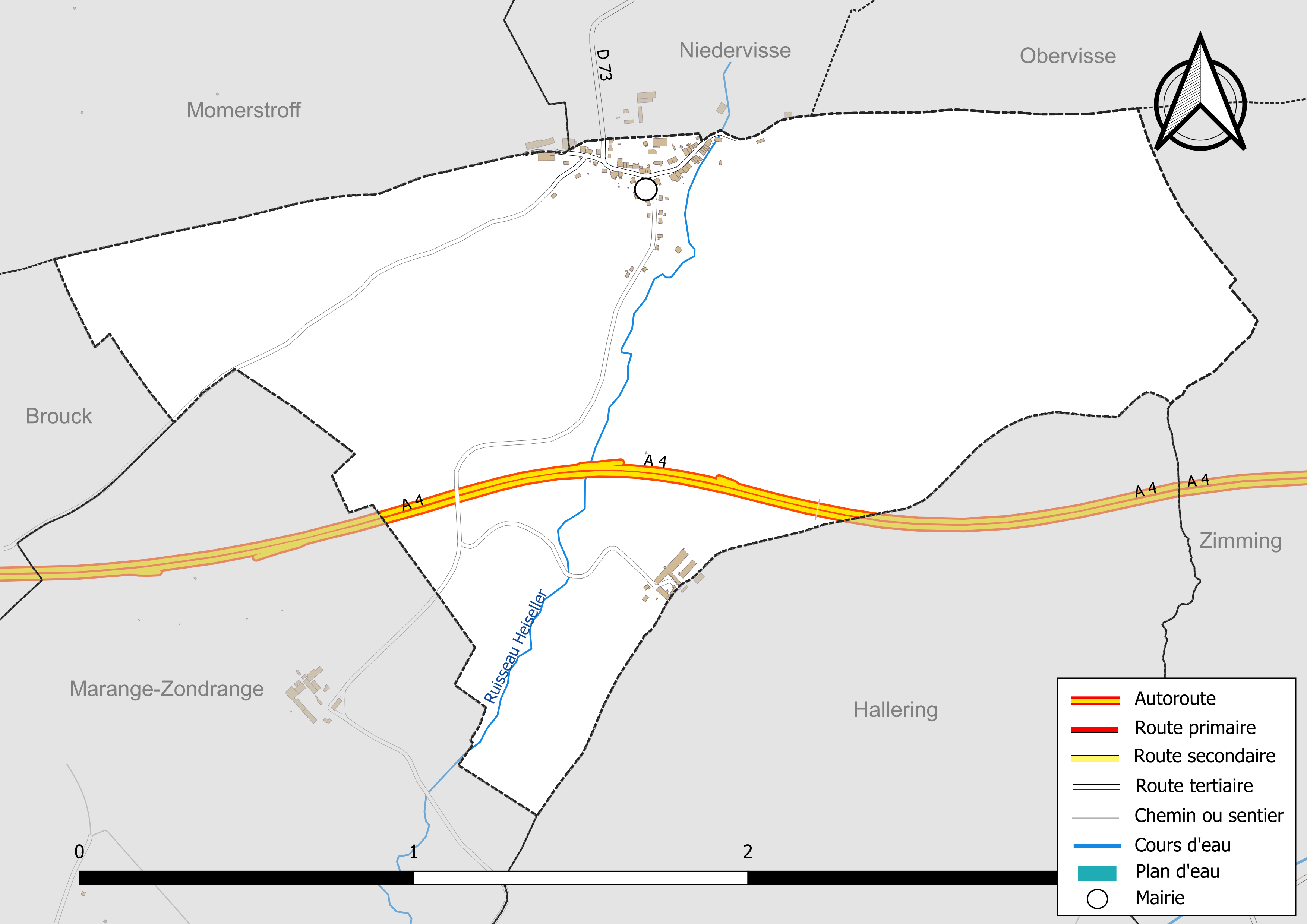
Réseaux hydrographique et routier de Narbéfontaine.

#### Gestion et qualité des eaux
Le territoire communal est couvert par le schéma d'aménagement et de gestion des eaux (SAGE) « Bassin Houiller ». Ce document de planification, dont le territoire est approximativement délimité par un triangle formé par les villes de Creutzwald, Faulquemont et Forbach, d'une superficie de 576 km2, a été approuvé le 27 octobre 2017. La structure porteuse de l'élaboration et de la mise en œuvre est la région Grand Est. Il définit sur son territoire les objectifs généraux d’utilisation, de mise en valeur et de protection quantitative et qualitative des ressources en eau superficielle et souterraine, en respect des objectifs de qualité définis dans le SDAGE  du Bassin Rhin-Meuse.

### Climat
Pour des articles plus généraux, voir Climat du Grand Est et Climat de la Moselle.
En 2010, le climat de la commune est de type climat de montagne, selon une étude du Centre national de la recherche scientifique s'appuyant sur une série de données couvrant la période 1971-2000. En 2020, Météo-France publie une typologie des climats de la France métropolitaine dans laquelle la commune est exposée à un climat semi-continental et est dans la région climatique  Lorraine, plateau de Langres, Morvan, caractérisée par un hiver rude (1,5 °C), des vents modérés et des brouillards fréquents en automne et hiver. 
Pour la période 1971-2000, la température annuelle moyenne est de 9,2 °C, avec une amplitude thermique annuelle de 16,7 °C. Le cumul annuel moyen de précipitations est de 906 mm, avec 12,9 jours de précipitations en janvier et 9,3 jours en juillet. Pour la période 1991-2020, la température moyenne annuelle observée sur la station météorologique de Météo-France la plus proche, « Lesse_sapc », sur la commune de Lesse à 20 km à vol d'oiseau, est de 10,7 °C et le cumul annuel moyen de précipitations est de 694,0 mm. 
La température maximale relevée sur cette station est de 40 °C, atteinte le 25 juillet 2019 ; la température minimale est de −20,7 °C, atteinte le 20 décembre 2009,,. 
Les paramètres climatiques de la commune ont été estimés pour le milieu du siècle (2041-2070) selon différents scénarios d'émission de gaz à effet de serre à partir des nouvelles projections climatiques de référence DRIAS-2020. Ils sont consultables sur un site dédié publié par Météo-France en novembre 2022.

## Urbanisme

### Typologie
Au 1er janvier 2024, Narbéfontaine est catégorisée commune rurale à habitat très dispersé, selon la nouvelle grille communale de densité à sept niveaux définie par l'Insee en 2022.
Elle est située hors unité urbaine et hors attraction des villes,.

### Occupation des sols
L'occupation des sols de la commune, telle qu'elle ressort de la base de données européenne d’occupation biophysique des sols Corine Land Cover (CLC), est marquée par l'importance des territoires agricoles (99,7 % en 2018), une proportion identique à celle de 1990 (99,7 %). La répartition détaillée en 2018 est la suivante : 
terres arables (69 %), zones agricoles hétérogènes (20,7 %), prairies (10 %), forêts (0,3 %). L'évolution de l’occupation des sols de la commune et de ses infrastructures peut être observée sur les différentes représentations cartographiques du territoire : la carte de Cassini (XVIIIe siècle), la carte d'état-major (1820-1866) et les cartes ou photos aériennes de l'IGN pour la période actuelle (1950 à aujourd'hui).

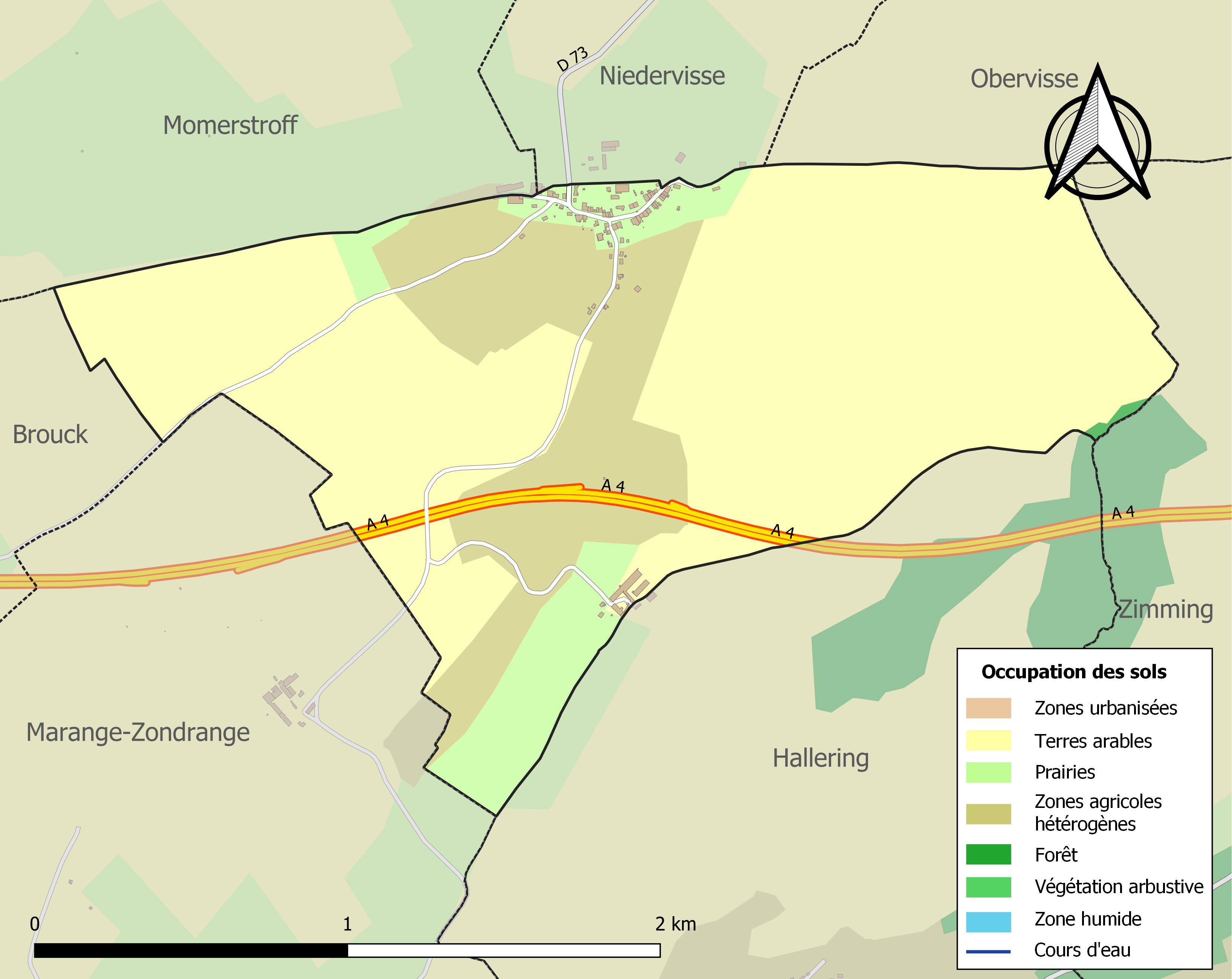
Carte des infrastructures et de l'occupation des sols de la commune en 2018 (CLC).

## Toponymie
- Maulbert-fontaine en 1181, Mauberfontaine en 1281, Marbelfontaine et Mainbert Fontayne en 1330, Memmesborn en 1606, Nerbe-Fontaine en 1702 et 1801, Memersbronn en 1871-1918.
- En allemand : Memersborn et Memersbourn[15]. En francique lorrain : Memerschbronn.
- Au XIXe siècle, Narbéfontaine était également connu au niveau postal sous l'alias de Memersbrunn[16].

## Histoire
Dépendait de l'ancienne province de Lorraine. 
L’histoire de Narbéfontaine est liée depuis toujours à l’ancienne voie romaine qui conduisait de Metz à Mayence et qui, encore aujourd’hui, délimite le ban communal au nord. C’est encore à cause de cette voie que fut fondé un hôpital pour voyageurs probablement à proximité d’un poste de surveillance, On a trouvé sur le ban de Narbéfontaine beaucoup de poteries et de monnaies de cette période et les traces d’un cimetière mérovingien. 
Les premiers seigneurs connus étaient les sires de Varsberg mais dès 1222, les chevaliers teutoniques de Metz (c’est leur hôpital qui donna son nom à la porte des Allemands de Metz) prirent possession de la commune et en 1285, on sait qu’ils y dirigeaient un hôpital. Le village sera rattaché à partir de 1553 à la commanderie de Beckingen en Sarre et le resta jusqu’à la Révolution. 
Sur un plan de 1754, figure encore cet hôpital qui se trouvait derrière l’église actuelle. Les chevaliers teutoniques étaient, de plus, propriétaires fonciers de 356 jours de terres (soit près de 80 hectares) sans compter les 150 jours tombés en déshérence à la suite de la guerre de Trente Ans et qui reviendront donc au seigneur.

## Politique et administration
| Période                                  | Période   | Identité          | Étiquette | Qualité |
| ---------------------------------------- | --------- | ----------------- | --------- | ------- |
| 1988                                     | mars 2001 | Jean Muller       |           |         |
| mars 2001                                | mars 2008 | Marie-Paule Dolle |           |         |
| mars 2008                                | En cours  | Christiane Muller |           |         |
| Les données manquantes sont à compléter. |           |                   |           |         |

## Démographie
L'évolution du nombre d'habitants est connue à travers les recensements de la population effectués dans la commune depuis 1793. Pour les communes de moins de 10 000 habitants, une enquête de recensement portant sur toute la population est réalisée tous les cinq ans, les populations de référence des années intermédiaires étant quant à elles estimées par interpolation ou extrapolation. Pour la commune, le premier recensement exhaustif entrant dans le cadre du nouveau dispositif a été réalisé en 2008.

En 2022, la commune comptait 115 habitants, en évolution de −2,54 % par rapport à 2016 (Moselle : +0,52 %, France hors Mayotte : +2,11 %).
| 1793 | 1800 | 1806 | 1821 | 1836 | 1841 | 1861 | 1866 | 1871 |
| ---- | ---- | ---- | ---- | ---- | ---- | ---- | ---- | ---- |
| 163  | 180  | 214  | 434  | 436  | 456  | 228  | 240  | 235  |

| 1875 | 1880 | 1885 | 1890 | 1895 | 1900 | 1905 | 1910 | 1921 |
| ---- | ---- | ---- | ---- | ---- | ---- | ---- | ---- | ---- |
| 201  | 190  | 181  | 165  | 168  | 164  | 176  | 171  | 170  |

| 1926 | 1931 | 1936 | 1946 | 1954 | 1962 | 1968 | 1975 | 1982 |
| ---- | ---- | ---- | ---- | ---- | ---- | ---- | ---- | ---- |
| 163  | 142  | 133  | 113  | 125  | 115  | 106  | 97   | 102  |

| 1990 | 1999 | 2006 | 2008 | 2013 | 2018 | 2022 | - | - |
| ---- | ---- | ---- | ---- | ---- | ---- | ---- | - | - |
| 117  | 118  | 132  | 136  | 122  | 118  | 115  | - | - |

## Culture locale et patrimoine

### Lieux et monuments
- Vestiges d'une voie romaine.
- Église Saint-Georges XIXe siècle.

### Héraldique
| Blason de Narbéfontaine | Blason  | D'argent à la fasce ondée abaissée d'azur surmontée d'une croix pattée de sable ; au comble cousu d'or. |
| Blason de Narbéfontaine | Détails | Le statut officiel du blason reste à déterminer.                                                        |